# Robert LeGendre

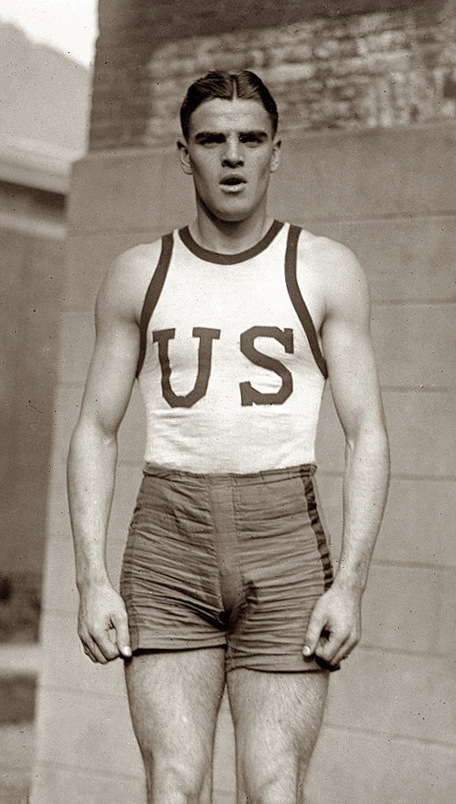
Robert LeGendre, 1919

Robert Lucien LeGendre (* 7. Januar 1898 in Lewiston, Maine; † 21. Januar 1931 in New York) war ein US-amerikanischer Leichtathlet. Er war der Sohn französischer Einwanderer.
Bei den Olympischen Spielen 1920 in Antwerpen wurde LeGendre Vierter im Fünfkampf mit 26 Punkten. Die Punkte wurden nach der Platzierung in den einzelnen Disziplinen vergeben. LeGendre lag nach den Platzierungspunkten gleichauf mit dem drittplatzierten Finnen Hugo Lahtinen. Bei Punktegleichheit wurden die Punkte nach der Zehnkampftabelle herangezogen, weshalb Lahtinen die Bronzemedaille erhielt.
Vier Jahre später bei den Olympischen Spielen 1924 in Paris wurde der Fünfkampf am 7. Juli ausgetragen. Robert LeGendre sprang in der ersten Disziplin, dem Weitsprung mit 7,765 Meter einen Weltrekord. Nach Platzierungspunkten führte er zwar nach dieser Disziplin, aber in den beiden Wurfdisziplinen Speerwurf und Diskuswurf verlor er seine Führung wieder. Am Ende gewann der Olympiasieger von 1920 Eero Lehtonen mit 14 Punkten vor dem Ungarn Elemér Somfay mit 16 Punkten und Robert LeGendre mit 18 Punkten. Für den Weitsprung hatte sich LeGendre nicht qualifiziert; hier gewann LeGendres Landsmann DeHart Hubbard mit 7,445 Meter.
LeGendre hatte 1920 eine Medaille verpasst, weil seine Einzelleistungen nach der Zehnkampftabelle  schwächer waren als die seines Konkurrenten. Wäre die Zehnkampftabelle 1924 zum Einsatz gekommen, hätte LeGendre wegen seiner Rekordweite den Fünfkampf gewonnen.
Auch in seinem weiteren Leben war Robert LeGendre nicht vom Glück verfolgt. Nach abgeschlossenem Studium der Zahnmedizin begann er eine Schauspielkarriere, die er aber aus gesundheitlichen Gründen abbrechen musste. LeGendre starb mit 33 Jahren an Tuberkulose. 